# Eclipso
Eclipso, il cui vero nome è Galid, è un personaggio dei fumetti DC Comics, creato da Bob Haney e Lee Elias. È un supercriminale dell'Universo DC, incarnazione dell'Ira di Dio e dell'Angelo della Vendetta che divenne malvagio e fu rimpiazzato dallo Spettro. Eclipso comparve per la prima volta in House of Secrets n. 61 (agosto 1963).

## Storia editoriale
Originariamente, Eclipso fu creato per essere un criminale generico con super poteri di livello medio, che avrebbe messo continuamente in atto dei piani elaborati per soddisfare i propri edonistici scopi. Tuttavia, la miniserie Darkness Within modificò il personaggio fino a renderlo un'entità malvagia e megalomaniacale. Il personaggio di Eclipso lamenta i poteri che una volta possedeva come spirito della vendetta divina, e cercò frequentemente di prendere possesso di esseri di incredibile potere come Superman, Lar Gand e Capitan Marvel per raggiungere il suo fine.

## Bruce Gordon
Il debutto di Eclipso è legato al suo primo ospite moderno, Bruce Gordon, uno scienziato specializzato nello studio dell'energia solare. Mentre si trovava nella giungla per osservare un'eclissi solare, Bruce fu attaccato da uno stregone tribale di nome Mophir. Prima di tuffarsi verso la propria morte da un burrone, Mophir ferì Bruce con un diamante nero. Dopo di ciò, Bruce si ritrovava trasformato nel criminale Eclipso ogni volta che spuntava un'eclissi. Un cerchio senza colore (anche se di solito era blu/grigio o violetto) compariva su due terzi del suo volto, come reminiscenza dell'eclissi parziale. Da quel punto in poi, Bruce si ritrovò a vivere delle sventure in stile Jekyll e Hyde in House of Secrets. Durante questo periodo, Eclipso venne rappresentato più come un criminale convenzionale, possedendo super forza, invulnerabilità parziale, e raggi ottici (aiutato dal suo diamante nero). Infine, si scoprì che ogni tipo di eclissi poteva evocare Eclipso: lunare, solare o creata da qualsiasi altro oggetto che bloccava la fonte di luce. Tutto ciò fu contrastato dal modo relativamente semplice di sbarazzarsi di Eclipso: ogni lampo di luce bianca lo avrebbe ritrasformato in Bruce Gordon.

### Darkness Within
Agli inizi degli anni novanta, la DC rinnovò Eclipso in un crossover costruito intorno alla miniserie Eclipso: The Darkness Within. Qui fu connesso retroattivamente che Eclipso non era solo la metà oscura di Bruce Gordon, ma un demone della vendetta che lo possedeva. Si scoprì anche che l'anima di Eclipso fu originariamente legata all'interno di una gigantesca gemma chiamata "Cuore di Oscurità" in Africa, finché un cacciatore di tesori lo trovò alla fine del diciannovesimo secolo. Dopo averlo portato a Londra nel 1891, lo fece tagliare in migliaia di schegge di diamante. Questa divisione indebolì l'incantesimo sufficientemente da permettere ad Eclipso di impossessarsi di chiunque si arrabbiasse quando veniva in contatto con uno dei diamanti. Quindi, non era più limitato dal possedimento di solo Gordon durante le eclissi: questa era solo una finta, così che Gordon non potesse sapere la verità a proposito dei diamanti neri.
Nel corso del secolo successivo, l'entità di Eclipso era intenzionata dal raccogliere tutti i frammenti del diamante così da distruggerli tutti, e liberare quindi tutto il suo potere. Quando Lar Gand, passando dallo spazio, scoprì il palazzo di Eclipso sulla Luna e vi diede un'occhiata all'interno, Eclipso esclamò che gli aveva "dato una nuova idea", a proposito del possedimento degli eroi della Terra e utilizzarli per i suoi obiettivi, che erano visibilmente prendere possesso della Terra e/o vendicarsi di dio per averlo bandito all'interno del Cuore di Oscurità. Perché Eclipso non pensò a quest'idea prima non fu mai chiarito. Si limitò ad affermare che passò gli ultimi anni a "passare per un criminale di serie B" al fine di rimanere inosservato dagli eroi terrestri, e si limitò a prendere di mira Gordon per poterne sfruttare le conoscenze scientifiche. Se Gordon fosse riuscito nel suo intento di fare dell'energia solare la fonte primaria di energia sulla Terra, Eclipso sarebbe stato in un luogo inospitale in cui vivere, in quanto un dispositivo alimentato ad energia solare poteva essere utilizzato come arma contro di lui.
Il culmine della storia vide numerosi eroi della Terra posseduti da Eclipso e trasportati sulla Luna durante un'eclisse, un'altra delle sue abilità. Assorbì quindi tutti gli eroi nel suo corpo, alimentando la sua massa e utilizzando tutti i poteri degli eroi assorbiti. Gordon guidò un gruppo di eroi armati di armi solari verso la Luna nel tentativo di sconfiggere Eclipso una volta per tutte. Gli eroi assorbiti furono infine liberati, ma solo dopo che Starman Will Payton distrusse la base lunare di Eclipso facendo detonare il proprio corpo alimentato da energia solare. I diamanti di Eclipso rimasero sulla Terra.

### La serieEclipso
Dopo il successo di questo crossover, Eclipso fu il protagonista di una propria serie. All'inizio, si impossessò del paese sud americano di Parador, una persona alla volta. Gli Stati Uniti presero nota di ciò e inviarono una squadra per indagare. La squadra di investigazione iniziale consisteva di Cave Carson, Bruce Gordon e la sua fidanzata, Mona Bennet. Le gambe di Carson si ruppero e così dovette essere lasciato sul confine.
Bruce e Mona furono portati in giro e furono mostrati loro varie orribilanti atrocità, come pile di bambini assassinati. Assistiti da Creeper, riuscirono a fuggire e formare un gruppo di eroi nominati Shadow Fighters. Questo gruppo venne guidato da Amanda Waller, ex leader della Squadra Suicida. Nel n. 13 della serie, Eclipso li sconfisse consciamente, uccidendo Wildcat II (Yolanda Montez), il secondo Dottor Mid-Nite, il Creeper, Comandante Acciaio, Manhunter IV (un clone di Mark Shaw) e Major Victory. Creeper ritornò però in azione in una propria serie.
Anche Peacemaker fu coinvolto nell'azione. Morì quando fece schiantare l'elicottero su cui volava, al fine di distruggere alcuni serbatoi controllati da Eclipso. Questi serbatoi attaccarono il solo sopravvissuto della forza d'attacco degli Shadow Fighters, Nemesis.
I sopravvissuti dei Fighters, coloro che non attaccarono Eclipso direttamente, si riformarono. Eclipso li attaccò con un missile del Parador e riuscirono a fuggire di pura fortuna, utilizzando il potere di teletrasporto di Nightshade. Durante il teletrasporto, il padre di Mona fu trascinato via attraverso un finestrino del veicolo su cui si trovavano tutti, ma successivamente ritornò vivo. I sopravvissuti ritornarono nell'edificio delle Nazioni Unite, appena in tempo per sventare un altro piano di Eclipso, facendo atterrare il veicolo sulla loro vittima.
Bruce Gordon e Mona Bennet guidarono i supereroi della Terra ad un attacco al Parador, nel tentativo di distruggerlo una volta per tutte. Durante l'attacco, si scoprì che il motivo per cui Eclipso semplicemente non uccise Bruce e Mona, è che presto avrebbero avuto un bambino. Il piccolo sarebbe cresciuto, avrebbe viaggiato indietro nel tempo e sarebbe stato colui che avrebbe liberato Eclipso dalla sua prigione di diamante. Eclipso, quindi, non si osava di uccidere Bruce o Mona prima della nascita del piccolo per non alterare gli eventi che portarono alla sua libertà.
La minaccia di Eclipso venne quindi rimossa dalla Terra quando lo Straniero Fantasma completò la ricerca dei frammenti di diamante nero e li rimise al loro posto. Questo sforzo fu occasionalmente rallentato dalla necessità di combattere numerosi eventi causati da Eclipso, come l'assassinio di numerosi schiavi bianchi. Eclipso, quindi, fu imprigionato ancora una volta. La sua forma, nel bambino di Bruce e Mona a lungo posseduto, evaporò davanti ai due neo-genitori.

### Lo Spettro
Più avanti negli anni '90, la serie The Spectre diede rivelazioni chiave riguardo ad Eclipso. Lo Spettro non era più l'impersonificazione dell'ira di Dio, ma fu il rimpiazzo di Eclipso. Lo scrittore della serie, John Ostrander, scelse di trasportarla come una distinzione tra il perseguimento della vendetta dello Spettro e il perseguimento della rivincita di Eclipso. nel contesto biblico, Eclipso fu il responsabile del diluvio universale durante l'epoca di Noè, mentre lo Spettro fu l'Angelo della Morte che uccise i primogeniti d'Egitto.
Lo Spettro mise il chiodo finale alla bara di Eclipso prendendo il Cuore di Oscurità dalla Terra, insieme ai resti della sua fortezza sulla Luna, e bruciandoli fino a farne cenere con il sacro potere di Dio e gettando la cenere nello spazio.
Nella miniserie Countdown to Mystery, Eclipso mise un nuovo piano in moto, corrompendo gli eroi Plastic Man, Creeper e Dove, e nello stesso periodo inviando alcuni Homo magi a ricostituire il Cuore di Oscurità.
In Countdown to Mystery n. 3, Crispus Allen, l'ospite corrente dello Spettro, cercò Bruce Gordon. Nel n. 4, Eclipso scelse di nuovo Bruce Gordon come ospite. Poi, nel n. 5, Bruce mostrò il controllo su alcuni poteri di Eclipso, ma poteva essere sopraffatto dal criminale se ne utilizzava troppi in una volta sola. Nel n. 7, Bruce liberò gli eroi dalla loro corruzione, ma fu sopraffatto da Eclipso quando sua moglie fu minacciata. Quindi, Eclipso si unì al Cuore di Oscurità, incrementando ulteriormente il suo potere e affrontando lo Spettro. Nel n. 8, Bruce, spinto da Crispus, riuscì infine a prendere il controllo di Eclipso, anche se i due non potevano essere separati.

## Alex Montez
Eclipso ritornò dopo numerosi anni d'assenza nella storia "Princes of Darkness" in JSA come alleato degli altri personaggi con poteri ombrosi come Mordru e Obsidian. Alexander Montez, cugino di Yolanda, giurò vendetta su Eclipso per la morte di Yolanda. Alla fine, raccolse 1000 frammenti di diamante nero, li liquefece e si li iniettò; tutti tranne uno, che utilizzò per evocare Eclipso. Esattamente, come i diamanti di Eclipso ritornarono non è chiaro. Montez ricoprì il proprio corpo di tatuaggi tribali e affermò di esserne venuto a conoscenza sulla Diablo Island. Con questi tatuaggi, Montez poteva evocare tutti i poteri di Eclipso infondendo nel diamante la sua rabbia, ma mantenendo sé stesso sotto controllo, facendo sì di intrappolarvi Eclipso all'interno. Come nuovo Eclipso, si unì ad una squadra di eroi da quattro soldi assemblati da Black Adam, che fu il protagonista della storia seguente "Black Reign".
Durante il regno di Adam in Kahndaq, Alex ebbe una relazione con la sua compagna di squadra Soseh Mykros, la Nemesis femminile. Tuttavia, durante una battaglia, uno dei tatuaggi vincolanti di Alex (quello che teneva Eclipso sotto controllo) venne rotto a causa di una ferita alla spalla. Eclipso si liberò e fece uccidere Nemesis da Alex. Il ragazzo si suicidò così da evitare che Eclipso si impossessasse ancora di lui. Questa storia fu significativa poiché dimostrò che Eclipso non aveva più un numero infinito di diamanti neri che lo aspettavano in giro per il mondo e che poteva utilizzare.
Una cosa interessante fu che, questo Eclipso, non utilizzò nessuno dei suoi poteri a parte i raggi ottici.
In Countdown to Mystery n. 4, il corpo di Alex fu preso dai seguaci di Eclipso per un rituale magico non ben identificato. Nel n. 6, tutti i frammenti del diamante nero nel suo corpo furono ricombinati fino a riformare la sua forma originale.

## Lightning Strikes Twice
Nonostante la perdita dei diamanti neri, l'Eclipso senza corpo tentò di impossessarsi di Superman, antagonizzandolo attraverso numerose morti. Infine riuscì ad impossessarsene facendolo infuriare dopo aver posseduto Lois Lane. A questo punto, il Mago Shazam si fece avanti, inviando Capitan Marvel per battersi contro Superman/Eclipso. Grazie alla vulnerabilità di Superman verso la magia, Capitan Marvel riuscì a danneggiare Eclipso grandemente. Un metodo d'attacco funzionante che utilizzò, fu quello di evocare il fulmine magico in prossimità di Superman, facendo sì che il fulmine colpisse Eclipso.
Infine, lo stesso Shazam riuscì a strappare Eclipso dal corpo di Superman chiamando lo Spettro, all'epoca senza un ospite, per farlo. Lo Spettro costrinse Eclipso a rientrare in un frammento del diamante nero e, quindi, avvertì Shazam che ora Eclipso era anche un suo nemico e
che lui non lo avrebbe più potuto difendere. Alla fine di questa serie, si vide il diamante nero comparire nella cella di Jean Loring nel Manicomio di Arkham.

## Jean Loring
Nella miniserie Il giorno della vendetta, che si collega agli eventi di Crisi infinita, Jean Loring, ex moglie di Atomo e assassina di Sue Dibny, come visto nella miniserie Crisi d'Identità, scoprì l'ultimo frammento del diamante nero nella sua prigione, divenne il nuovo Eclipso e convinse lo Spettro ad attaccare tutti gli esseri magici come vendetta verso Shazam, che fu infine ucciso proprio dallo Spettro. Dopo essersi difesa da numerosi attacchi, Eclipso/Jean fu infine teleportata in un'orbita infinita intorno al sole da Nightshade.
nelle pagine di Crisi Infinita, fu rivelato da Alexander Luthor Jr. che egli inviò Superboy-Prime a recuperare tutti i frammenti del diamante nero e che lo Psico-Pirata lo consegnò a Jean Loring su ordine di Alex e manipolò Eclipso così che a sua volta potesse ingannare lo Spettro. Tutto ciò venne fatto per spezzare la magia in energia magica prima, che Alexander poté utilizzare per i suoi fini. La morte di Shazam fu particolarmente utile, poiché i suoi campioni divennero un cavo di alimentazione. Tutto ciò che Alex doveva fare era catturare uno di loro, fargli pronunciare la parola magica e avrebbero evocato il lampo magico che avrebbe fatto funzionare la sua macchina.
In 52 Settimana 27, Ralph Dibny, durante una ricerca per riportare sua moglie in vita e guidato dall'elmo del Dottor Fate, avvicinò lo Spettro e gli promise di rispettare ogni accordo che gli avrebbe suggerito se avesse acconsentito a resuscitare Sue.
Lo Spettro, desiderando vendetta su Eclipso per le sue macchinazioni durante Crisi Infinita, ma incapace a causa della mancanza di un ospite, ordinò a Dibny di punire Eclipso in cambio del ritorno di sua moglie. Ralph, capendo che questo significava vendicarsi di Jean Loring, l'assassina di sua moglie e temporaneamente fornendo potere allo Spettro, portò Eclipso indietro al momento in cui Jean Loring uccise sua moglie. Ricostituendo la sanità mentale della sua ex amica, la intrappolò senza scrupoli in un cerchio temporale permanente e la costrinse a rivedere sé stessa uccidere Sue ancora e ancora per tutta l'eternità.
La sua sanità ritornò e Eclipso venne espulso dal suo corpo. Una Jean terrorizzata e in lacrime pregava per il perdono, urlando che era pazza quando uccise Sue Dibny e che "non ero io!". Dibny, affetto dalle sue suppliche, dal suo senso di compassione e dai suoi stessi sentimenti nel guardare l'assassinio di sua moglie, si trovò incapace di tanta malvagità e si rifiutò di completare il suo patto con lo Spettro, riportando Eclipso sulla sua orbita intorno al sole.
Jean si vide di recente in Blue Beetle n. 16, in cerca di un nuovo ospite. Essendo giunta alla conclusione che le anime corrotte del suo ospite erano la causa del suo fallimento, tentò di impossessarsi di un bambino con grandi poteri magici ed un'anima pura ed incontaminata. Il suo tentativo venne sventato da Blue Beetle e da Traci Thirteen. Tentò anche di prendere possesso di Blue Beetle e gli garantì il suo "supremo desiderio di potere", volendo utilizzare il Beetle corrotto come mezzo per sbarazzarsi del difensore del bambino. Alla sua ennesima mortificazione, il desiderio più grande di Blue Beetle, di diventare un grande dentista, fu esaudito, e fu sbattuto da parte.
Si scoprì in Countdown to Mystery che tutti i diamanti neri di Eclipso furono coltivati su Apokolips millenni fa e che Eclipso venne creato da Darkseid.
In "Seduction of the Innocent" per la campagna pubblicitaria della DC per Countdown, si può vedere il braccio di Eclipso, con Mary Marvel che guardava fuori dalla pagina e con il suo viso mezzo nascosto da un'ombra. Infatti, si vide Eclipso in Countdown n. 38 guardare Mary e pensare di farne una dei suoi scagnozzi. Incrementando la sua rabbia e il suo sospetto circa gli altri esseri magici intorno a lei, riuscì a tramutare la disposizione solare e allegra di Mary in pura rabbia e sfiducia, e spesso si offrì a lei come amica e confidente. Dopo aver tentato di fare di lei la concubina di Darkseid, però, Mary si ribellò e tentò di ucciderla.
In Countdown to Mystery, Eclipso corruppe numerosi eroi, prima Plastic Man e poi mise gli occhi su Creeper. Mary scoprì le manipolazioni di Eclipso su di sé e in Countdown n. 17, sacrificò le sue abilità e la attaccò con tutti i suoi poteri, lasciando Mary e Jean cadere nel vuoto verso gli oceani che circondavano Themyscira. Si vide Loring per l'ultima volta mentre affondava nell'acqua circondata da alcuni squali, mentre Eclipso tornò ad abitare il corpo di Bruce Gordon dichiarandola perduta.

## In altri media
- Eclipso comparve nell'episodio "Eclipsed" della serie animata Justice League. Anche se non ci si riferì a lui per nome, Eclipso fu caratterizzato come le anime collettive di una razza di serpenti-umanoidi malvagi di nome "Ophidiani", che si imprigionarono in un diamante nero di nome "Cuore di Oscurità" per distruggere, infine, la razza umana. Uno degli umani impossessati da Eclipso, il Generale McCormick, comparve indossando il classico costume di Eclipso indossato da Bruce Gordon, dopo che gli fu raccontato da uno dei suoi colleghi che l'unico mezzo per fare fuori la Justice League era di "indossare un costume colorato e di minacciare la morte di molta gente". Questo Eclipso tentò ripetutamente di oscurare il sole e di possedere tutta la Justice League tranne Batman e Flash (Batman non comparve in questo episodio). Tuttavia, Flash riuscì a guidare gli spiriti dei suoi colleghi da Eclipso, e successivamente li aiutò a creare un wormhole per risucchiarvi all'interno l'energia nera che "Eclipso" stava utilizzando per oscurare il sole. Mophir esisteva ancora in questa versione, ma invece di aiutare a creare Eclipso, era il membro di una tribù che controllava il Cuore di Oscurità e combatteva gli Ophidiani ogni volta che provavano ad impossessarsi degli esseri umani.
- Eclipso comparve anche nel videogioco Justice League: Chronicles, che, anche se si basava sulla serie animata, lo mostrò molto simile alla sua versione dei fumetti.
- Eclipso compare anche nella seconda stagione della serie Stargirl interpretato da Nick E. Tarabay.